# Horányi János
Horányi János, születési és 1944-ig használt nevén Hofhauser János (Acsa, 1899. október 5. – Budapest, 1975. december 6.) sebész, patológus, egyetemi docens, az orvostudományok kandidátusa (1954).

## Élete
Hofhauser István (1866–1927) radiológus, kórházigazgató főorvos és Kommer Anna (1874–1949) fiaként született. Középiskolai tanulmányait 1909 és 1917 között a Kegyes-tanítórendiek Budapesti Főgimnáziumában végezte. 1922. december 16-án a budapesti Pázmány Péter Tudományegyetemen avatták orvosdoktorrá. 1922 és 1924 között az I. sz. Kórbonctani Intézetben Buday Kálmán gyakornokaként kezdte pályáját. 1924 és 1928 között a II. sz. Sebészeti Klinika gyakornoka, 1924 és 1945 között egyetemi tanársegéde, 1946 és 1956 között klinikai főorvosa, 1952 és 1968 között egyetemi docense, 1972 és 1972 között nyugdíjas tanácsadója volt. 1945 és 1947 között megbízták a klinika vezetésével. 1957-től 1974-ig a MÁV Tüdőgyógyintézet Kórszövettani Laboratóriumának osztályvezető főorvosa. 1939-ben a sebészet kórtana, különös tekintettel a vizsgáló eljárásokra című tárgykörből egyetemi magántanárrá habilitálták.
Sebészeti tüdő- és bronchopatológiával, a hörgőrendszer anatómiájával, patofiziológiájával, patohisztológiával foglalkozott. Jelentős eredményeket ért el az előző területen fellépő fejlődési rendellenségek és hörgők körüli nyirokcsomódaganatok kórbonctani vizsgálata terén. Nevéhez fűződik a bronchiális adenosis kórkép felállítása. Több mint 8000 hörgőműtétet végzett, illetve közel 31 000 hörgőműtétet dolgozott fel kórszövettanilag.

### Családja
Felesége Hável Éva volt. Fia Horányi János (1946) sebész, az orvostudományok kandidátusa.

## Művei
- Gázanyagcsere-vizsgálatok jelentősége sebészi szempontból normális és hyperfunctiojú golyváknál. (Orvosképzés, 1927)
- A vékonybél ulcus simplex néven ismeretes fekélyeiről. (Orvosi Hetilap, 1928)
- Az anyagcsere megváltozása golyvaműtét után. A budapesti orvosegyesület Senger-pályadíjával kitüntetett dolgozat. (Orvosi Hetilap, 1930. 26.)
- Basedow-kór és pajzsmirigy tuberculosis. (Orvosi Hetilap, 1930. 30.)
- Sugárgombához hasonló testecskék előfordulása a mandulákban. (Orvosi Hetilap, 1931. 45.)
- A száj és a garat rosszindulatú daganatairól kórszövettani vizsgálatok alapján. (Orvosi Hetilap, 1932. 45.)
- Az egyszerű vékonybélrepedés. (Orvosképzés, 1933)
- Az emésztőnedvek kölcsönhatásának jelentősége a sebészeti kórtanban. (Orvosi Hetilap, 1935. 19.)
- Az egyszerű epehólyag-elhalás és pancreasnecrosis. (Orvosi Hetilap, 1935. 52.)
- A sérvrepedésről. (Orvosi Hetilap, 1937. 16.)
- Az epehólyag körül összenövések jelentősége. (Orvosi Hetilap, 1937. 39.)
- Laboratóriumi vizsgálatok 400 epekőműtét kapcsán. (Orvosképzés, 1939)
- Nehezen osztályozható emlődaganatok. (Orvosképzés, 1939)
- Az epehólyag rendellenes működése és annak következményei. (Orvosi Hetilap, 1940. 1.)
- Egyszerű műtéti eljárás a choledochus pótlására. (Orvosi Hetilap, 1944)
- Az emlőmirigy gümős gyulladása. – A fungin jelentősége a korszerű antisepticus kezelésben. (A sebészet időszerű kérdései, 1947)
- Hajlítható világító epeútszonda. (Archivum Chirurgicum, 1949)
- A medence ficamodásai. (Orvosi Hetilap, 1950. 27.)
- Eventerált köldökzsinórsérv húsz évvel a műtét után. (Orvosi Hetilap, 1951. 2.)
- Csonttörés és tuberculosis közötti összefüggés gyakorlati tapasztalatok alapján. (Orvosi Hetilap, 1951. 13.)
- Az epekősebészet fejlődése Magyarországon. (Orvosi Hetilap, 1951. 19.)
- A lebenyhörgő törzsének adenomatosus hyperplasiája. Bronchialis adenosis. (Orvosi Hetilap, 1953. 19.)
- Ganglion kezelése trombogen saját-vérrel. (Orvosi Hetilap, 1953. 32.)
- Bronchiale adenose. (Acta Morphologica, 1953)
- A hörgőrendszer pathológiájának korszerű fejlődése és a bronchialis adenosis. Kandidátusi értekezés. (Budapest, 1954)
- A bronchialis adenosis és a bronchiectasia keletkezése. (Orvosi Hetilap, 1954)
- Intrapulmonalis thymoma gyermekkorban. Kerényi Imrével. (Orvosi Hetilap, 1955. 30.)
- Bronchus arterioma. (Orvosi Hetilap, 1955. 32.)
- Bronchialis adenosis és bronchitis hyperplastica. – Eljárásunk műtéttel nyert tüdőrészek eredményesebb kiértékelésére. (Magyar Sebészet, 1955)
- Operativ geheilter Fall eines schwere Blutungen verursachenden Angioma racemosum der Bronchien. (Acta Medica, 1955)
- A hörgődaganatok osztályozása és elnevezése. (Magyar Sebészet, 1956, németül: Klassifizierung und Benennung der Bronchialgeschwülste. Acta Medica, 1956)
- Gyermekkori bronchusarterioma. Szőts Istvánnal. (Orvosi Hetilap, 1956. 1.)
- Gümős elváltozás bronchus adenomában. (Orvosi Hetilap, 1956. 4.)
- Bronchialis adenosis és tüdőrák. Kerényi Imrével. (Magyar Sebészet, 1957)
- Intra- és extrathoracalis, idegi eredetű tömlő osteoarthropathiás gyermeken. Többekkel. (Orvosi Hetilap, 1957. 26.)
- Veleszületett nyaki nyálsipolyok. Klimkó Dezsővel. (Orvosi Hetilap, 1958. 15.)
- Endobronchiális hamartochondroma draináló hörgőben. Szőts Istvánnal. – Porc okozta – chondrogen – hörgőszűkületek. (Tuberkulózis, 1958)
- Adatok a hörgők torzfejlődéséhez. Molnár Jánossal. – Szöveti elváltozások idegentest-aspiratio után. Barankay Bertalannal, Lábas Zoltánnal. – Adatok a bronchialis adenosis diagnosztikai nehézségeihez. (Tuberkulózis, 1960)
- A légutak falának befordulása – inversio – és betüremkedése – invaginatio. Kerényi Imrével. – Ritka tüdőhamartoma – bronchiolomia chondromatosum, seu bronchiolo-bronchioma. Erdélyi Mihállyal, Szőts Istvánnal. (Magyar Sebészet, 1960)
- Endobronchialis lipoma. Horlay Bélával, Molnár Jánossal. – Endobronchialis leiomyoblastoma. Horlay Bélával, Kerényi Imrével. – Extrapulmonalis bronchioma. Molnár Jánossal. (Tuberkulózis és Tüdőbetegségek, 1961)
- Emlőrák és terhesség. Dubecz Sándorral. (Magyar Onkológia, 1961)
- Óriássejtes áltömlő az emlőben. Farkas Istvánnal, Stefanics Jánossal. – A szegycsont előtti hörgőcysta – cysta bronchialis praesternalis. Megyesi Zoltánnal. – Lymphocytoma a tüdőben. Kerényi Imrével, Varga Zoltánnal. (Magyar Sebészet, 1961)
- A bronchusadenoma és a bronchialis adenosis elkülönítése. Horlay Bélával, Molnár Jánossal. – Bronchialis adenosis okozta óriástömlős tüdőtágulat kisgyermekkorban. Kerényi Imrével. (Tuberkulózis és Tüdőbetegségek, 1962)
- Heterotop adenomyosis talaján kialakult rosszindulatú daganat régi gyomor–bél összeköttetésen. Buday Pállal. – Patkóbélszűkület, ill. elzáródás epehólyag-eltávolítás után. Nagy Tivadarral. (Magyar Sebészet, 1962)
- A köldök endometriosisról. Farkas Istvánnal, Stefanics Jánossal. (Magyar Onkológia, 1963)
- Mellékhasnyálmirigy az epehólyag falában. Füsy Fridolinnal. (Magyar Sebészet, 1963)
- Újabb adatok a bronchialis adenosis és a gümős nyirokcsomó hörgbetörésének együttes előfordulásához. Baranyai Lajossal. (Tuberkulózis és Tüdőbetegségek, 1963)
- A bronchialis adenosis és a tüdőgümőkór. Nyírő Józseffel. (Orvosi Hetilap, 1963. 31.)
- Adatok az emlőrák korszerű kezeléséhez. Erdélyi Mihállyal, Kántor Elemérrel. (Orvosi Hetilap, 1963. 52.)
- A bronchiolomáról. Kerényi Imrével. (Magyar Sebészet, 1964)
- Porcrendellenesség okozta óriástömlős tüdőtágulás csecsemőkorban. Halasy-Nagy Endrével, Szőts Istvánnal. (Magyar Sebészet, 1964)
- A hörgőrendszer szövetfejlődési rendellenességei. Benyújtott doktori értekezés. (Budapest, 1964 és 1972)
- A hörgőrendszer összehasonlító légzésfunkciós és szövettani vizsgálata. Nyírő Józseffel, Vargha Gézával. (Orvosi Hetilap, 1966. 7.)
- A hörgőrendszer összehasonlító légzésfunkciós és morfológiai vizsgálata chronikus bronchitisben. Többekkel. (Magyar Belorvosi Archivum, 1966)
- Hörgőarterioma. Görgényi Oszkárral, Szőts Istvánnal. (Orvosi Hetilap, 1967. 39.)
- Congenitalis obstructiv – lobaris – emphysema. Görgényi-Göttche Oszkárral, Szőts Istvánnal. (Orvosi Hetilap, 1968. 39.)
- Entwicklungsanomalien der Bronchialgewebe und ihre klinische Bedeutung. Monográfia. 144 ábrával. A benyújtott doktori értekezés német nyelvű átdolgozott monográfiája. (Budapest, 1969)
- A hörgők szövetfejlődési rendellenességei és a következményes tüdőelváltozások műtéti kezelésének késői eredményei. Szőts Istvánnal, Tóth Tihamérral. (Orvosi Hetilap, 1974)